# Enrique de Mayena
Enrique de Mayena o Enrique de Lorena (Dijon, 20 de diciembre de 1578 – Montauban, 20 de septiembre de 1621) fue un noble francés perteneciente a la Casa de Lorena y específicamente a la Casa de Guisa.
Era el hijo mayor de Carlos de Lorena y Enriqueta de Saboya, marquesa de Villars. 
Se convirtió en duque de Aiguillon en 1599 y en 1611, cuando su padre murió, en duque de Mayena, marqués de Villars, conde de Maine, Tende y Sommerive. También se convirtió en un par de Francia y heredó el Hôtel de Mayenne de París.

También desempeñó el cargo de Gran Chambelán de Francia.

Estuvo presente en la coronación del rey Luis XIII de Francia. 
En 1621, fue asesinado en el fracasado asedio de Montauban por un mosquete que le alcanzó en el ojo. Se le enterró en la iglesia de Aiguillon.
Se había casado en Soissons en febrero de 1599 con Enriqueta de Nevers (1571–1601), hija de Luis Gonzaga, duque de Nevers y Enriqueta de Cléveris. No tuvieron hijos. Le sucedió el hijo de su hermana, Carlos Gonzaga.